# Marché financier
Ne doit pas être confondu avec Marché monétaire.
 (novembre 2023).
Si vous disposez d'ouvrages ou d'articles de référence ou si vous connaissez des sites web de qualité traitant du thème abordé ici, merci de compléter l'article en donnant les références utiles à sa vérifiabilité et en les liant à la section « Notes et références ».
Un marché financier est un marché sur lequel des personnes physiques, des sociétés privées et des institutions publiques peuvent négocier des titres financiers, matières premières et autres actifs, à des prix qui reflètent l'offre et la demande. Les titres comprennent des actions et des obligations, ainsi que des produits de base, notamment des métaux précieux ou des produits de base agricoles.
Le marché financier comprend le marché primaire (produit neuf) et le marché secondaire (produit d'occasion) qui sont complémentaires.
Il existe également des marchés en général (dont beaucoup sont négociés) et des marchés spécialisés (dans lesquels un seul est échangé). Le marché fonctionne en plaçant un grand nombre d'acheteurs et de vendeurs intéressés, y compris des particuliers, des entreprises et des agences gouvernementales, dans un "lieu" facilitant ainsi leur recherche mutuelle. Une économie qui s'appuie fortement sur l'interaction des acheteurs et des vendeurs pour allouer les ressources s'appelle une économie de marché (économie de marché financier) par opposition à une économie dirigée (économie d'endettement) ou à une économie non marchande.
Les marchés financiers ont entre autres pour objectif de faciliter :
- la collecte et l'investissement de capitaux (sur les marchés de capitaux : actions et obligations) ;
- le commerce international (sur les marchés des changes) ;
- le transfert de liquidité (sur les marchés monétaires) ;
- le transfert des risques (sur les marchés de produits dérivés) ;
- l'établissement de valeurs et de taux (cotations) ;
- le métier mondial avec l'intégration des marchés financiers.

## Objectivité pour la naissance
Les marchés financiers sont des acteurs indispensables[non neutre] de l’économie de marché, dont l’émergence et l’existence découlent de l’exigence objective de parvenir à un règlement harmonieux entre la demande et la grande offre de capital. Dans l'économie, il y a toujours deux états opposés entre la demande et le capital[pas clair]. Cette contradiction a été initialement résolue grâce au fonctionnement de la banque en tant qu'intermédiaire dans la relation d'emprunt entre le capitaliste et la personne dans le besoin. Au fur et à mesure du développement de l'économie marchande, de nouvelles formes de mobilisation flexible de capitaux apparaissent et se développent, contribuant à l'équilibre entre l'offre et la demande de ressources financières dans la société. Les outils de mobilisation de capital tels que les obligations, les actions de sociétés, les obligations d’État, etc. Et depuis lors, il apparaît la nécessité de négocier, transférer entre différents propriétaires de titres. Cela crée une sorte de marché pour équilibrer l'offre et la demande de capital dans l'économie en tant que marché financier.
Ainsi, la base objective de l’émergence des marchés financiers est la résolution du conflit entre l’offre et la demande de capital dans l’économie au moyen d’instruments financiers, en particulier de titres, demande d'échange et de transfert de titres entre différents sujets de l'économie. C’est le développement de l’économie des produits de base et des devises qui constitue l’apogée de l’économie de marché est l’émergence d’un nouveau type de marché financier.
Formation et développement des marchés financiers associés au développement de l’économie de marché. Le développement de l'économie de marché a motivé ceux qui ont besoin de ressources financières et qui sont en mesure de fournir un financement. Au fur et à mesure que l'économie de marché se développe, les activités d'émission et de rachat de titres se développent également, formant ainsi un marché séparé permettant de faire se rencontrer plus facilement l'offre et la demande de ressources financières : c'est le marché financier.

### Conditions nécessaires à la formation du marché financier[réf.nécessaire]
1. L’économie marchande se développe, la monnaie est stable, l’inflation peut être contrôlée.
2. Les instruments des marchés financiers doivent diversifier les moyens de transférer l'utilisation des ressources financières.
3. Former et développer un système d'intermédiaires financiers.
4. Construire et perfectionner le système juridique et l'organisation de gestion de l'État pour superviser le fonctionnement du marché financier ; la mise en place d'une institution chargée de déontologiser et contrôler le marché, à l'instar de l'AMF (autorité des marchés financiers) en France, pour le rendre plus transparent et plus efficace est nécessaire.
5. Créer des bases techniques matérielles et des systèmes d’information économique au service du fonctionnement du marché financier.
6. Il devrait y avoir une équipe d’entrepreneurs, des gestionnaires qui comprennent le marché financier et qui doivent avoir une pléthore d’investisseurs avertis, risquant le risque.
7. Existence d'agents économiques en situation de besoin de financement et d'autres qui ont des capacités de financement excédentaires. Ici, les marchés financiers constituent l'organisme adéquat permettant la satisfaction des besoins des uns et des autres.

## Fonctions, rôle des marchés financiers

### Fonctions des marchés financiers
1. Fonctionnement des sources de financement de ceux qui peuvent fournir des ressources financières à ceux qui en ont besoin.
2. La fonction fournit des liquidités pour les titres.
3. La fonction fournit des informations économiques et une évaluation de l'entreprise.

### Le rôle des marchés financiers
1. Les marchés financiers attirent, mobilisent des ressources financières nationales et étrangères, encouragent l'épargne et l'investissement.
2. Le marché financier contribue à stimuler et à améliorer l'efficacité de l'utilisation financière.
3. Les marchés financiers mettent en œuvre la politique financière et la politique monétaire de l'État.

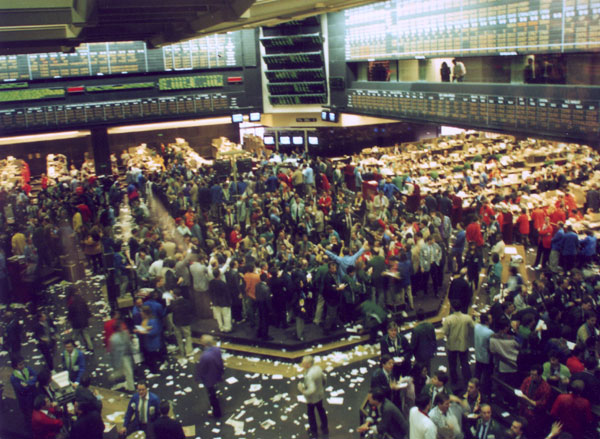
Pit de cotation au Chicago Board of Trade, du temps de la « criée ».

## Types de marchés financiers
Les marchés peuvent être classés par type d'actif :
- le marché des actions, où s'échangent des actions ;
- le marché des taux d’intérêt (marché monétaire et marché obligataire), où s'échangent des dettes ;
- le marché des changes (« forex »), où s'échangent des devises ;
- la bourse de commerce, où s'échangent des matières premières et des produits de base ;

par type d'instrument financier :
- le marché des titres financiers, où s'échangent des titres financiers ;
- le marché des dérivés, où s'échangent des produits dérivés.

ou par type de règlement :
- le marché au comptant ;
- le marché à terme.

On distingue également le marché primaire, qui met en vente de nouveaux actifs, du marché secondaire, qui est celui de l'« occasion ».

## Importance des différents marchés
Il s'agit, par ordre de volumes négociés décroissants : 3.2.1

### Marché de la dette monétaire et obligataire
Marché des taux d'intérêt, c'est-à-dire du marché de la dette, qu'il est d'usage de séparer en :
- marché monétaire pour les dettes à court terme (moins d'un, deux ou même parfois trois ans à son émission) ;
- marché obligataire pour les dettes originellement à moyen ou long terme.

Concernant le marché obligataire celui des obligations souveraines (le plus important étant celui des T bonds, obligations du trésor américain), et des contrats dérivés dont ils sont les actifs sous-jacents, est celui qui a connu le plus grand essor. Celui de la dette privée, moins représentatif de l'évolution des taux d'intérêt, est aussi moins actif, d'autant que la titrisation des dettes est un instrument nettement moins utilisé depuis la crise des subprimes[réf. nécessaire] qui a pris naissance aux États-Unis vers l'année 2008.
Il est difficile d'avoir une idée précise des volumes négociés globalement sur les marchés de taux d'intérêt. L'étude triennale de la Banque des règlements internationaux (BRI) a montré qu'en 2004, les volumes quotidiens de produits dérivés de taux d'intérêt, et uniquement eux, étaient de l'ordre de 5 500 milliards de dollars US. Compte tenu des différentes statistiques éparses dont on dispose par ailleurs, un volume global quotidien de l'ordre de 8 000 milliards de dollars semble réaliste.
Certes, il faut bien avoir conscience qu'on additionne ainsi des grandeurs presque aussi hétérogènes que des choux, des automobiles et des T-shirts : 10 millions d'euros d'obligations à 30 ans représentent le même risque de taux que 6 milliards d'euros de taux au jour-le-jour mais un risque de crédit bien moindre.

### Marché des changes ou forex
Marché des changes, ou forex, on échange des devises les unes contre les autres ; le forex est le plus interbancaire des trois grands marchés financiers et l'essentiel des transactions y a lieu de gré à gré. C'est le premier marché à avoir développé le trading électronique. Les volumes quotidiens totaux du marché des changes étaient en 2004 de plus de 1 900 milliards de dollars dont 600 milliards au comptant et 1 300 milliards en produits dérivés. En 2007, ils atteignent, selon la dernière enquête de la BRI, 3 210 milliards de dollars soit une augmentation de près de 65 % par rapport à 2004. Cette augmentation est principalement due aux phénomènes de fusion-acquisition entre les entreprises et aux mouvements spéculatifs. Le dollar est impliqué dans 86 % des opérations (sur un total de 200 %), l'euro dans 37 %, le yen et la livre dans, respectivement, 16,5 % et 15 %. Nous pouvons nous attendre à un changement des proportions des devises au regard du cours du dollar par rapport à l'euro ; de plus les pays asiatiques et les pays du Golfe tendent à diminuer leurs réserves en dollars au bénéfice de l'euro.

### Marché des actions
Marché d'actions, c'est-à-dire des titres de propriété des entreprises ; les volumes quotidiens des marchés d'actions, d'indices boursiers et de leurs dérivés représentent moins de 500 milliards de dollars[réf. nécessaire]. Même si ceux-ci ont une volatilité (hausse et baisse brutales) naturelle légèrement supérieure à celle des autres marchés financiers[réf. nécessaire], leur taille est plus modeste. Ils sont très exposés aux dérèglements de la finance, comme lors de la crise financière de 2007 à 2011. Ce sont les seuls marchés financiers qui sont ouverts aux particuliers. Ils occupent une place importante dans l'information fournie par les médias au sujet des marchés financiers, importance disproportionnée par rapport à leur importance économique réelle[réf. nécessaire].

### Autres marchés
Les marchés de l'or et de l'argent, à la frontière avec les marchés organisés de produits de base (en anglais : commodities), sont minuscules[réf. nécessaire] en regard de la taille désormais atteinte par les autres marchés. Ces deux métaux précieux sont de moins en moins monétisés[réf. nécessaire].

## Organisation des marchés

### Principes généraux de fonctionnement

#### L'espérance d'un fonctionnement plus efficient
Le mécanisme sur lequel reposent les marchés est la répartition des risques. Les déséquilibres sont censés être mieux corrigés et les chocs mieux absorbés si le marché est plus liquide, les intervenants plus nombreux, avec des vues différentes. Les multiples ajustements sont réputés être plus efficaces face à de petits écarts constatés à court terme[réf. nécessaire]. Arbitrage et spéculation permettent tendanciellement de réduire le risque global et -en augmentant la volatilité à très court terme- permettent en fait de :
- amortir la volatilité à moyen terme[réf. nécessaire] ;
- donner un caractère continu et oscillatoire aux marchés, en minimisant l'occurrence de grandes ruptures univoques[réf. nécessaire].

La permanence de la liquidité sur les marchés génériques les plus importants permet l'émergence, quasiment en permanence, de nombreux nouveaux instruments peu liquides mais spécifiques à certains besoins.
Par ailleurs, les normes IFRS ont été établies internationalement dans les années 2000-2005, car censées fournir aux marchés une idée plus pertinente de la juste valeur (fair value) des sociétés cotées en application du principe du « mark-to-market » remplaçant la valorisation traditionnelle au coût d'acquisition.
L'ensemble des principes censés améliorer le fonctionnement des marchés financiers a été résumé dans les impératifs dits des 3D (de Henri Bourguinat) : décloisonnement, déréglementation, désintermédiation.

#### Le constat des imperfections potentielles
Ce type de fonctionnement « vertueux » peut cependant s'interrompre pendant de brèves périodes, généralement écartées de plusieurs années, qui manifestent un caractère « anormal ». L'expérience montre qu'elles n'en sont pas moins dangereuses et marquées par une instabilité intense. Certains auteurs pointent la non-applicabilité des modèles mathématiques habituels et, dans les cas les plus graves, l'apparition d'un risque systémique causé de manière endogène.
Ces crises sont amenées par la nature partiellement grégaire et autoréférentielle (le fameux concours de beauté dénoncé par Keynes) des processus de formation des prix. Lesquels obéissent dans leur développement à des lois mathématiques bien différentes de celles utilisées dans la plupart des modèles de mathématiques financières : Ceux-ci sont généralement basés sur la loi normale et bien adaptés à des périodes de calme relatif ou d'agitation moyenne, mais pas aux phénomènes d'emballements constatés lors de conjonctures « anormales ». (Voir critiques du modèle Black-Scholes et analyses et propositions de l'économiste franco-américain Mandelbrot pour une meilleure prise en compte du risque et des informations essentielles dans les situations extrêmes).
Trois crises à développement endogène ont été particulièrement importantes depuis 1973 :
- le krach d'octobre 1987 : krach à la fois des marchés de taux et des marchés d'actions ;
- la quasi-faillite du hedge fund Long Term Capital Management en septembre 1998 aux États-Unis ;
- la crise bancaire et financière de l'automne 2008.

Elles provoquent des tensions extrêmes dans les relations entre les différents instruments financiers, susceptibles d'amener rapidement un éclatement du système financier international, et n'ont pu être résolues que par une intervention vigoureuse de la banque centrale américaine, la Réserve fédérale des États-Unis (fed).
Des fonctionnements inhabituels des systèmes informatiques ont été remarqués à diverses occasions :
- lors des attentats du 11 septembre 2001, date à laquelle le système des paiements interbancaires américains est en partie détruit physiquement[réf. souhaitée] ;
- lors du Flash Crash de 2010.

### Typologie des acteurs
Les participants acteurs sur les marchés financiers sont :
- des institutions financières (banques centrales, banques d'investissement, sociétés de gestion d'actifs, investisseurs institutionnels, assureurs, hedge funds) ;
- des sociétés (comme émetteurs, sur le marché primaire, ou comme investisseurs) ;
- et enfin les particuliers.

### Typologie des transactions
Les marchés financiers sont à la fois des marchés de gros et de détail. Le plus gros volume des échanges a maintenant lieu via des produits dérivés (forwards, futures, options, swaps, etc.) qui sont en forte croissance depuis le début des années 1980. Les transactions ont lieu :
- soit sur des marchés organisés : marchés à terme et bourses, où les transactions sont effectuées sur des actifs standardisés et où la bourse ou le marché à terme s'interpose, comme contrepartie universelle, entre les acheteurs et les vendeurs ;
- soit de gré à gré : entre participants ou entre un participant et une contrepartie centrale.

### Dématérialisation
Les marchés financiers sont souvent dits « virtuels » ou « dématérialisés », à cause de leur caractère électronique : ils prennent la forme de réseaux informatiques entre institutions financières. Ainsi, les bourses comme à Paris le palais Brongniart sont maintenant des bâtiments vides tandis que les sociétés qui gèrent les marchés organisés, comme Euronext Paris, anciennement dénommée Société des bourses françaises (SBF) ou Deutsche Börse, successeur de la Bourse de Francfort, se considèrent dorénavant avant tout comme des prestataires de services informatiques.
La « dématérialisation » fait alors référence à la disparition du titre papier (coupon de papier de format A5) représentant physiquement une action de la société, au profit d'une inscription dans un compte bancaire appelé compte-titres, ainsi qu'au développement concomitant de l'ordre d'intervention (ordre de bourse) informatisé, avec l'apparition d'internet et sa banalisation. Il est ainsi non seulement possible mais également fort simple pour un particulier, aujourd'hui, d'avoir à son domicile l'équivalent d'une salle de marché permettant d'intervenir en direct sur le marché des devises à Paris, sur le marché des actions à New York ou sur le marché des matières premières à Chicago.
Le terme « dématérialisation » est cependant grossièrement inapproprié, car le support informatique n'est pas « immatériel » ou « moins matériel » : il repose sur des infrastructures informatiques importantes, comme des parcs de serveurs, des dispositifs de transmission de données (lignes de transmission, antennes, satellites) et bien sûr, les multiples ordinateurs personnels, écrans, accessoires, etc. Le support papier a simplement été troqué contre un support plastique et métallique.
L'utilisation du terme « dématérialisation » peut également laisser entendre que l'existence et le fonctionnement des marchés financiers sont indépendants de l'économie dite matérielle ou réelle, ce qui est évidemment faux.
Cette tendance ne signifie pas pour autant que ces marchés soient dépourvus de toute réalité. Elle pointe le fait que ces marchés n'ont plus besoin pour fonctionner d'être situés en un lieu précis, mais sont gérés au contraire et de plus en plus par des systèmes informatiques largement répartis donc plus accessibles dans le temps et dans l'espace. Ce qui accroît leur caractère de marché ouvert et contribue de ce fait à en améliorer la crédibilité et la transparence l'une des conditions de la concurrence pure et parfaite (CPP). Une bonne image de cette progression est fournie notamment par l'évolution des outils standards utilisés par les marchés boursiers : Cac, puis NSC, et aujourd'hui l'UTP[Quoi ?].

### Les transactions à haute fréquence
Les transactions à haute fréquence, ou trading haute fréquence (THF ou HFT, de l'anglais high-frequency trading), réfèrent à l'exécution à grande vitesse de transactions financières faites par des algorithmes informatiques. Ces opérateurs de marché virtuels peuvent ainsi exécuter des opérations sur les marchés en un temps calculé en microsecondes. Plusieurs affaires récentes ayant montré que certaines techniques de manipulation de marché pouvaient être obtenues, comme les techniques de « quote stuffing », « layering » ou « spoofing ».

#### THF aux États-Unis
En juillet 2009, les transactions à haute fréquence génèrent 73 % du volume de négociation d'actions sur les marchés des États-Unis. Ainsi en juillet 2011, le temps moyen de détention d'une action américaine est estimé à 22 secondes. À elle seule, la Bourse de New York génère environ le tiers des transactions boursières mondiales.

#### THF en France
Jean-Pierre Jouyet, président de l'AMF, le gendarme de la bourse des valeurs, estime le 5 octobre 2011 « qu'il était quasiment impossible de démontrer d'éventuelles manipulations de cours liées au high-frequency trading (HFT) du fait de sa structure opaque et des manques de données durablement exploitables via le carnet d'ordres ». En France, l'amendement visant à taxer les transactions haute fréquence, voté par le Sénat le 18 novembre 2011, a été rejeté par le gouvernement Fillon, représenté alors par Valérie Pécresse.

## Les raisons de la croissance des marchés financiers
Après une période faste au XIXe siècle, au moment de la conquête coloniale, où les bourses de Londres et de Paris entrent en rivalité pour attirer les capitaux, la situation se retourne vers les années 1930, lorsque le système financier a davantage recours au financement bancaire : en réaction au krach d'octobre 1929, les banques de dépôt se voient interdites d'y participer. En Europe, le principe était rappelé depuis 1914 (Cf la Doctrine Germain). Aux États-Unis, le Glass-Steagall Act de 1933 édicte des consignes strictes allant dans le même sens. En conséquence, le financement de l'économie s'effectue quasi-uniquement via le bilan des banques et notamment des banques d'affaires qui vont prendre le contrôle d'une partie du capital des grandes entreprises, particulièrement au Japon et en Allemagne. Les marchés financiers ont une importance résiduelle.

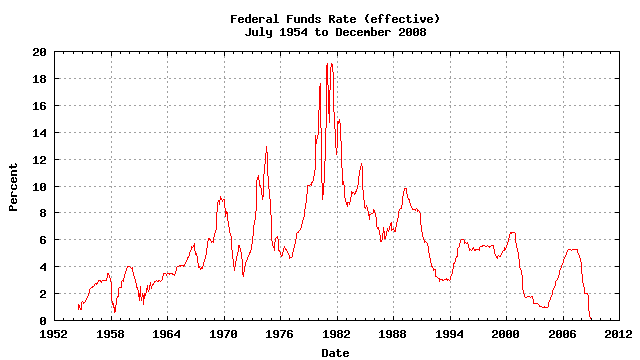
Taux au jour-le-jour (Fed Funds) du marché monétaire américain

Mais, à partir de la fin des années 1970 et surtout des années 1980, un concours d'événements relance de manière décisive la forte croissance des marchés financiers et constitue la source du système actuel. Il s'agit de :
- la mise en place de règlements stricts de solvabilité des banques (ratio Cooke et maintenant Bâle III) qui ont durci les exigences de capitaux propres des banques. Plutôt qu'une « déréglementation » il y a eu sur ce plan un poids réglementaire accru qui a conduit à la désintermédiation (l'absence d'intermédiaires) en reportant une partie des financements vers les marchés. Un effet fut l'essor de la titrisation utilisée pour sortir certains crédits du bilan des banques pour respecter les ratios, et à les mettre sur le marché ;
- la libéralisation mondiale des mouvements de capitaux depuis les années 1980[11],[12] ;
- l'adoption du système des changes flottants en mars 1973 (voir : Dollar US), qui donne naissance à un véritable marché des changes ;
- le gonflement de la dette publique des pays industrialisés, et en particulier des États-Unis, et la fin des politiques d'encadrement du crédit, qui donne naissance au marché des taux d'intérêt ;
- le choix par les États-Unis de la retraite par capitalisation : l'ERISA (Employment Retirement Income Security Act) est adopté en 1974 ; cela crée donc une demande structurelle croissante de la part des fonds de pension en titres de placement à long terme, c'est-à-dire en obligations longues (10-30 ans) et en actions ;
- la suppression des commissions fixes sur les valeurs mobilières aux États-Unis le 1er mai (Mayday, en anglais) 1975, qui rend possible la liquidité des marchés d'actions et, surtout, d'obligations ;
- les très forts mouvements de taux d'intérêt à court terme (cf graphique ci-contre) décidés en octobre 1979 par la banque centrale américaine (fed) pour éradiquer l'inflation, qui vont créer pendant plusieurs années des mouvements désordonnés des taux d'intérêt réels (taux d'intérêt nominaux moins taux d'inflation) et entraîner une activité considérable sur les marchés ;
- le développement considérable des nouvelles technologies de l'information et de la communication (NTIC) et leur généralisation à tout le monde (démocratisation). Il va sans dire que cette révolution technologique a joué un rôle déterminant dans le phénomène de la dématérialisation des outils financiers (actions, obligations, etc.).

## Aspects critiques

### Un marché imparfait
Les imperfections de l’information, notamment l’information asymétrique, sont particulièrement répandues sur les marchés financiers. Le développement de la titrisation aggrave ces asymétries. La solvabilité des débiteurs est souvent incertaine. Les agences de notation ont souvent été prises en défaut. Les insuffisances d’information sont palliées par des comportements sommaires d’imitation. Le marché n’est pas autorégulateur car prédomine la recherche du profit à très court terme (spéculation). Les incertitudes informationnelles, le mimétisme (le comportement moutonnier) et la nature spéculative des opérateurs du marché entraînent la formation de bulles (hausses anormalement élevées) à l’origine des krachs,.

### La sphère réelle perturbée
Vu les interactions entre la sphère financière et la sphère réelle, l’économie réelle est de plus en plus à la merci des dysfonctionnements de l’économie financière et virtuelle. Lors d’un krach financier les pertes subies par les banques les contraignent à réduire les crédits. La restriction des crédits alloués est l’une des principales voies de transmission des crises financières à la sphère réelle. Le poids de la sphère financière est tel que les opérations et la spéculation qui s’y déroulent modifient dans une certaine mesure les prix dans la sphère dite réelle, notamment concernant les monnaies ou les matières premières, soit en corrigeant les déséquilibres soit en les aggravant. Cette incertitude qui concerne la valeur future des taux de change et du prix des matières premières perturbe les échanges commerciaux. La sphère financière, publique comme privée, essentielle pour nourrir la sphère économique, peut aussi si elle s'hypertrophie accaparer des capitaux au détriment de celle-ci. Elle peut offrir temporairement une meilleure rentabilité. Les investissements dans la sphère réelle se limitent alors à des niches où la rentabilité est plus prometteuse.

### Les États et la mondialisation financière

#### L'impuissance des États
L’interférence des capitaux financiers dans le cadre de la libéralisation financière rend caduque toute gestion autonome de l'État en matière d’économie. Par exemple, l'augmentation des taux d’intérêt par la banque centrale destinée à freiner l’économie en cas de surchauffe attire les capitaux étrangers ce qui stimule l’économie. Et vice-versa. L‘impuissance des gouvernements face à la montée des déséquilibres économiques et sociaux serait une des causes, selon François Morin, de la crise du politique que traversent nos sociétés.

#### La responsabilité des États
En fait les États ont contribué aux dérives financières les plus graves[réf. nécessaire] (autorités financières américaines dans les subprime, politique budgétaire de nombreux pays pour les dettes souveraines). L'absence d'un véritable système monétaire mondial et d'autorités financières supranationales (plutôt qu'intergouvernementales) se fait lourdement sentir[réf. nécessaire].

### Des relations incertaines avec la croissance
Les marchés financiers ont détourné de l’épargne vers des placements improductifs tels que les innovations financières ou les transferts de propriété. Ces placements improductifs ont affecté défavorablement la croissance. Les études empiriques concernant le lien entre développement financier et croissance aboutissent à des conclusions qui sont différentes selon les pays. Le sens de la causalité est lui-même discuté. Selon Joseph Stiglitz, « il n’y a guère de preuve que la libéralisation des marchés des capitaux contribue à la croissance économique, en particulier pour les pays moins avancés ».

### Vidéographie
- À noter et à voir afin de mieux comprendre l'évolution des marchés financiers au XXe et début du XXIe siècle : le documentaire Noire finance en deux parties (1er volet : La Grande Pompe à phynances, 2e volet : Le Bal des vautours) réalisé par Jean-Michel Meurice et Fabrizio Calvi, diffusé sur ARTE en octobre 2012.